# Lawn Tennis Fútbol Club
Maillots
Le Lawn Tennis Fútbol Club est un club péruvien de football disparu basé à Lima.

## Histoire
Issu de la section de football du Club Lawn Tennis de la Exposición (es) qui jouait en 2e division péruvienne sous le nom de Meteor-Lawn Tennis, le club se sépare du Meteor Sport Club en 1995 et devient Lawn Tennis FC. Deux ans plus tard, il remporte le championnat de D2 sous la houlette de Luis Zacarías.
En 1998, le club joue en 1re division pour la première fois de son histoire. Il fait ses débuts en D1 le 15 février 1998 en s'imposant 2-0 face à l'Unión Minas. Trois entraîneurs s'y succèdent (Fernando Cuéllar, Luis Zacarías et l'Uruguayen Carlos Jurado (en)) mais ne peuvent empêcher la descente du Lawn Tennis à la suite d'une défaite 4-0 face à l'Universitario de Deportes.
Le Lawn Tennis revient en D2 dès 1999 et y joue jusqu’en 2002. Il disparaît en 2004.

## Résultats sportifs

### Palmarès
- Championnat du Pérou D2 (1) :
  - Champion : 1997.

### Bilan et records
- Saisons au sein du championnat du Pérou : 1 (1998).
- Saisons au sein du championnat du Pérou D2 : 7 (1995-1997 / 1999-2002).

## Personnalités historiques du Lawn Tennis FC

### Joueurs

#### Grands noms
Les internationaux péruviens Abel Lobatón, Jesús Purizaga et Martín Duffoo jouèrent pour le club en 1998, lors de sa seule apparition en D1 péruvienne.

### Liste des entraîneurs
- Roberto "Tito" Drago Burga (1983)
- Luis Cruzado (1995-1996)
- Alejandro Heredia (1997)
- Fernando Cuéllar (1998)
- Luis Zacarías (1998)
- Carlos Daniel Jurado (1998)
- Luis Zacarías (1999)
- Samuel Eugenio (1999)
- Rodolfo Chavarry (1999-2000)
- Alejandro Heredia (2001)
- Percy Vílchez (2001)
- Eduardo Aguilar (2001)
- Eduardo Carbonell (2002)
- Roberto Challe / Eusebio Acasuzo (2002)
- Percy Vílchez (2003)